# Manuel Ferreira
Manuel Ferreira, conegut com a Nolo Ferreira, (22 d'octubre de 1905 - 29 de juliol de 1983) fou un futbolista argentí dels anys 20 i 30.
Amb la selecció argentina guanyà la medalla d'argent als Jocs Olímpics de 1928 i fou finalista del Mundial de 1930, on fou el capità de l'equip. També guanyà la Copa Amèrica el 1929 i la Copa Newton el 1927 i 1928.
Pel que fa a clubs, destacà a Estudiantes de La Plata, on formà una línia d'atac coneguda com Los Profesores al costat d'Alejandro Scopelli, Alberto Zozaya, Miguel Ángel Lauri i Enrique Guaita. També jugà a River Plate.